# مسکن بختیاری‌ها
مسکن بختیاری ها
مسکن وملزومات زندگی بختیاری‌ها در دو بخش زندگی عشایری و زندگی روستانشینی با هم تفاوت دارد.
نقن
تیبن
دامهایشان ییلاق و قشلاق می‌کنند. خانه (خشتی و گلی) در سردسیر یا گرمسیر ندارند و زندگیشان را در زیر چادر می‌گذرانند. عشایر بختیاری زندگی ساده‌ای داشته و ناچار هستند سبکبار زندگی کنند. آن‌ها باید از وسایلی استفاده کنند که سنگین ودست و پاگیر نبوده و به راحتی قابل حمل باشند.

### بُهون
عشایر بختیاری در سیاه چادرهایی به نام بُهون زندگی می‌کنند. این سیاه چادرها بسته به اندازه شان، از۱۴ تا۲۰ قطعه (لَت) تشکیل شده‌اند که هر لَت شش تا ده متر طول و چهل تا شصت سانتی‌متر عرض دارد. برای بافتن سیاه چادرها از موی بز که دوام بیشتری داشته و بید به آن نفوذ نمی‌کند، استفاده می‌کنند. از دیگر خواص موی بز این است که در زمان بارندگی منبسط شده و رطوبت کمتری به درون نفوذ کرده و در گرما نیز منقبض شده و چادر بادگیرتر و خنکتر است. زنان عشایری بُهون را روی دارهای افقی به نام تَمدار(tamdar) می‌بافند. اطراف بُهون را با خاک پوشانده و جویهایی نیزحفر می‌کنند که آب باران وارد آن نشود.

### چُل
قبل از نصب بهون، سکویی از سنگ به ارتفاع بیست سانتیمتر و پهنای تقریبی هفتاد سانتیمتر و به درازای چادر، روی زمین می‌سازند. درون سنگ چین یکی دو جا را برای گذاشتن ماست و مشک آب خالی می‌گذارند. این سنگ چین را چُل (chol) می‌نامند که همیشه در قسمت عقب چادر روبروی در ورودی قرار دارد. خورجینها، رختخوابها وسایروسایل زتدگی را روی چل گذاشته و روی آن‌ها را با یک سرانداز که در زبان بختیاری به آن لِی (ley) گفته می‌شود، می‌پوشانند. برپا کردن و جمع کردن بهون ساده بوده و توسط اعضای خانواده در زمان کمی انجام می‌شود.

### چالِه
داخل و بیرون چادر (بُهون) دو عدد گودال کوچک حفر می‌کنند که به منزلهٔ اجاق خانواده بوده و به آن چالِه می‌گویند.

### لِـر
لِـر فضای مسقفی بود که عشایر در سردسیر برای حفاظت دامهایشان در برابر باران و سرما، می‌ساختند. در برخی جاها دیوار کوتاهی از سنگ درست کرده و روی آن را با بُهون می‌پوشاندند. در بعضی جاها هم جلو اشکفتها را که نوعی عارضهٔ طبیعی و شبیه به غار هستند و تخته سنگ بزرگی بالای آن را پوشانده‌است، با بُهون می‌پوشاندند. فضای به دست آمده را لِـر می‌گفتند و معمولاً آن را به چند قسمت تقسیم می‌کردند. یک قسمت برای افراد خانواده، بخشی برای وسایل و ملزومات و جایی را هم برای دامها جدا می‌کردند.

### مشک آب
مشکهای آب را از پوست بز درست می‌کنند که نسبتا محکم است و در تمام مراحل کوچ و اقامت در سردسیر و گرمسیر مورد استفاده‌است. مشکهای دوغ را که در اصطلاح محلی مَشکِـدو می‌نامند، نیز از پوست بز درست می‌کنند.

### بَردَر
بَردَر یا بَرداَر نوعی هاون سنگی بود که در گویش برخی طوایف به آن بَردِلَه Bardla هم می‌گفتند. از بَردَر برای خردکردن مغز بلوط، گندم و دانه‌های مختلف دیگر استفاده می‌کردند.

### مَلار
مَلار(malar) سه پایهٔ چوبی که مشک دوغ را به آن آویخته و دوغ درست می‌کردند.

### خیک
خیک یا خیگ بر وزن دیگ نوعی مشک بود که از آن برای نگهداری روغن، پنیر و ماست موسیر استفاده می‌کردند.

### خورجین
خورجین توسط زنان ایلیاتی بافته شده وعشایر هنگام کوچ، وسایل زندگی خود را در آن قرار می‌دهند. خورجین سبک و راحت بوده و به راحتی در دو سوی چهارپایان آویخته می‌شود و هنگام حمل در مسیرهای کوهستانی مشکلی ایجاد نمی‌کند.

### وارگِـه
به محل اقامت زمستانی، تابستانی یا اُتراق بین راهی یک مال وارگِه می‌گویند. در وارگه آثار دیوارهای کوتاهی که برای برپاکردن چادرها یا آغل گوسفندان ساخته شده، دیده می‌شوند. عشایر ضمن کوچ در وارگه‌های قبلی اتراق می‌کنند.

### کَلَک
عشایر بختیاری در زمان کوچ برای عبوراز رود کارون، وسیله‌ای به نام کلک درست می‌کردند. برای این کار مَشکهایی را از هوا پرکرده، به هم می‌بستند و وسایل، بره‌ها و بزعاله‌ها، کودکان و گاهی نیزافراد کهنسال را به کمک آن از رود خانه می‌گذراندند. برای عبور هم نقاط کم عمق رود را انتخاب می‌کردند که به آن گُـدار می‌گویند.

## روستانشینان بختیاری
بختیاری‌ها پس از تخته قاپو واسکان اجباری عشایر، ناچار به اقامت در ییلاق یا قشلاق شده و خانه‌هایی برای اقامت ساختند.

### خانه
بختیاری‌های ساکن روستا اتاق‌هایی از سنگ یا خشت ساخته و روی آن را با تیرهای چوبی، حصیر یا نی پوشانده و سپس بام را گل اندود (کاهگل) می‌کردند.

### چالِـه
در هر خانه گودالی حفر می‌شد که در آن آتش روشن کرده و روی آن آب گرم کرده یا غذا می‌پختند که به آن چاله می‌گفتند. چاله را معمولاً درجایی که مسقف بود می‌کندند تا در زمان باد وباران هم قابل استفاده باشد.

### چُـل
مانند عشایر، روستانشینان نیز در نقطه‌ای از خانه که آفتابگیر نبود محلی سکومانند درست کرده و روی آن را با نی یا شاخه‌های نازک درختان پوشانده و مشکهای آب را روی آن می‌گذاشتند.

### لَوکِه
در هر خانه سایبانی با تیرهای چوبی ساخته و سقف آن را با نی، علف یا حصیر می‌پوشاندند که در زبان محلی به آن لوکه می‌گفتند. معمولاً در فصل بهار علفها را چیده و روی لوکه می‌ریختند تا خشک شده و در زمان نیاز به تدریج از آن‌ها برای تغذیهٔ حیوانات استفاده می‌کردند.

### بَردَر
در ابتدای یکجانشینی، بَردَر یا بَرداَر از وسایل ضروری روستانشینلن بود که با ساخته شدن آسیابهای آبی، از رونق افتاد.

### مَلار
مَلار(malar)سه پایهٔ چوبی که مشک را به آن آویخته و دوغ درست می‌کردند.

### خیگ
خیگ بر وزن دیگ نوعی مشک بود که از آن برای نگهداری روغن، پنیر و ماست موسیر استفاده می‌کردند.

### کَـپَـر
کَپَر بیشتر در بین بختیاری‌های ساکن در روستاها دیده می‌شد. در تابستان برای فرار از گرما و در جایی از روستا که بادگیرتر و خنکتر بود، آلونکی از چوب، نی یا بوته‌های علف درست می‌کردند که به آن کپرگفته و تا انتهای فصل گرما در آن زندگی می‌کردند. کَپَرهایی با دیوارهای کوتاه سنگی از دیگر انواع مسکن بختیاری‌ها در گرمسیر بود که سقف آن‌ها را با نی می‌پوشاندند. معدودی از بختیاری‌های روستانشین که صیفی کاری داشتند، کپرهایی در نزدیک باغها ساخته و فصل گرما را در آن به سرمی بردند.
1. ↑  با کسرهٔ کشیدهٔ حرف لام وشبیه به تلفظ مِهر البته بدون ه
2. ↑  دو بروزن مو یعنی دوغ و مَشکِدو یعنی مشک دوغ
3. ↑  اَر از مصدر اَردِن به معنی خردکردن و آرد کردن است
4. ↑  یکی از گـدارها، نزدیک سد شهید عباسپور مسجدسلیمان قرار دارد که به گُدارلَندَر معروف است
5. ↑  به این اتاقها در گویش محلی تو (بر وزن مو) می‌گفتند
6. ↑  این هم نوعی کوچ منتها در مقیاسی کوچکتر بوده‌است